# Acide ricinoléique
L’acide ricinoléique (acide 12-hydroxy-9-cis-octadécénoïque) est un acide gras oméga-9 hydroxylé. Environ 90 % du contenu en acides gras de l’huile de ricin est constitué de ricinoléine qui est le triglycéride de l’acide ricinoléique.
La liaison hydroxyle lui confère des propriétés purgatives intenses et irritantes: il altère la muqueuse intestinale et provoque des pertes importantes en eau et en électrolytes.
Il peut être obtenu industriellement par saponification de l’huile de ricin.
Il contient une seule double liaison carbone-carbone, ce qui est insuffisant pour assurer la siccativité.
L’acide sébacique est issu de la décomposition à haute température de l’acide ricinoléique.
L’acide ricinélaïdique (acide 12-hydroxy-9-trans-octadécénoïque) est l’isomère trans de l’acide ricinoléique.